# Чесноково (Кемеровская область)
Чесноко́во — село в Ленинск-Кузнецком районе Кемеровской области. Входит в состав Демьяновского сельского поселения.

## География
Деревня находится на берегах реки Чесноковка и её притоке Петрушиха. Центральная часть населённого пункта расположена на высоте 153 м над уровнем моря.

## Население
| 2010 |
| ---- |
| 135  |

### Половой состав
По данным Всероссийской переписи населения 2010 года, в селе Чесноково проживало 135 человек (64 мужчины, 71 женщина).